# Silicon Teens
Silicon Teens war der Name einer virtuellen New-Wave- und Synthiepop-Band, die von 1979 bis 1980 bestand.

## Geschichte
Die Band wurde von Daniel Miller in Großbritannien gegründet. Es war ein Einmannprojekt, in dem Miller alle Instrumente spielte und alle Stimmen sang. Silicon Teens bestand aus den nicht realen Mitgliedern Darryl (Gesang), Jacki (Synthesizer), Paul (E-Beat) und Diane (Synthesizer). Für mediale Auftritte wurden diese von Schauspielern verkörpert.
Miller benutzte das Pseudonym Larry Least.
Alle Stücke sind auf elektronischen Instrumenten eingespielte Versionen älterer Rock-’n’-Roll- und Beat-Klassiker aus dem Jahrzehnt zwischen 1955 und 1965, so werden unter anderem Chuck Berry, Eddie Cochran, Johnny & the Hurricanes, die Beatles, Rolling Stones und Kinks gecovert.

## Diskografie

### Alben
- Music for Parties

### Singles
- Memphis Tennessee
- Judy in Disguise
- Just Like Eddie
- Red River Rock

## Sonstiges
Das Artwork von Music for Parties lässt den Eindruck entstehen, es handele sich um eine "richtige" Band um Darryl (Gesang), Jacki (Synthesizer), Paul (E-Beat) und Diane (Synthesizer), obwohl es ein Einmannprojekt von Daniel Miller war.
Der Titel Red River Rock diente als Kompilationsbeitrag zur Titelmelodie des Films Ein Ticket für Zwei (Originaltitel Planes, Trains & Automobiles).